# Charter

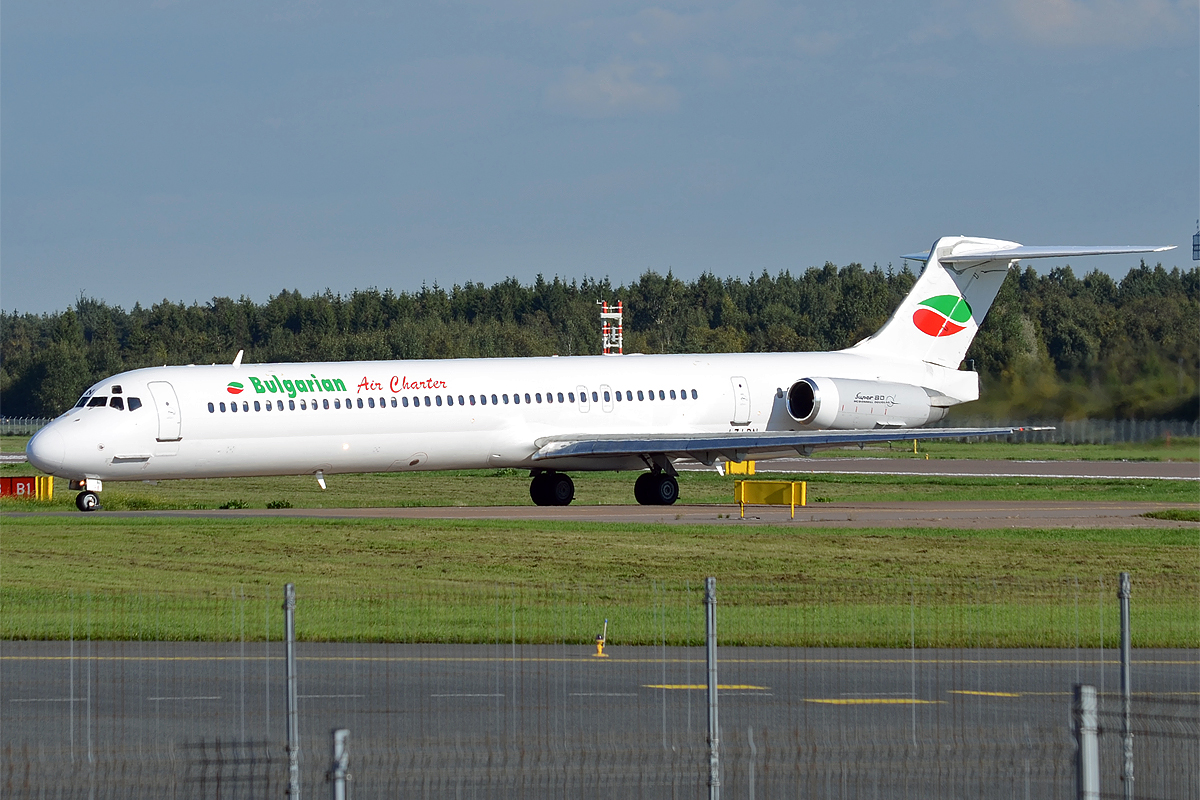
Bolgár charter-légitársaság egyik MD-82-es repülőgépe

A charter  elsősorban a  légi forgalomban elterjedt szállítási forma, ami bérelt járatot jelent. 
Ezen kívül ismert az elsődleges jelentése is, ami szerződést, alapszabályt, okiratot jelent.
A charterjáratok közvetlenül a célállomásra tudják juttatni az utasokat, a menetrend szerinti járatoknál alacsonyabb áron, ezért kedvelt utazási forma. A chartergépeken általában nincsenek osztályok, és rendszerint nemdohányzó járatokat indítanak. A charterjáratokra vonatkozó szabályok megegyeznek a légi közlekedésben általánosan alkalmazottakkal.
A charterjáratot kétféle módon lehet üzemeltetni:
- Az egyik módszer szerint a charterjáratokat azokra szakosodott légi forgalmi társaságok üzemeltetik.
- A másik esetben a menetrend szerinti járatokat üzemeltető légitársaságok a csúcsszezon idején charterjáratokat indítanak, hogy ilyenkor is kiszolgálják a nagyszámú utasforgalmat.

Az utazási irodák a légitársaságoktól bérelik a gépeket. A charterhelyeket szállásaikhoz foglalják, ezért általában ezeket a jegyeket csomagárban, az utazási ajánlatuk részeként árusítják. Lásd pl. Novák Attila: Theodor Herzl c. könyvében (Vince Kiadó Kft., Budapest, 2002.)
Magyarországon 1990-ben Tésy János indította el az első turizmust érintő járatokat Kréta, Rodosz, Korfu desztinációkkal.
1. ↑  Google Fordító. translate.google.com. (Hozzáférés: 2016. február 26.)